# Felicjan Sławoj Składkowski

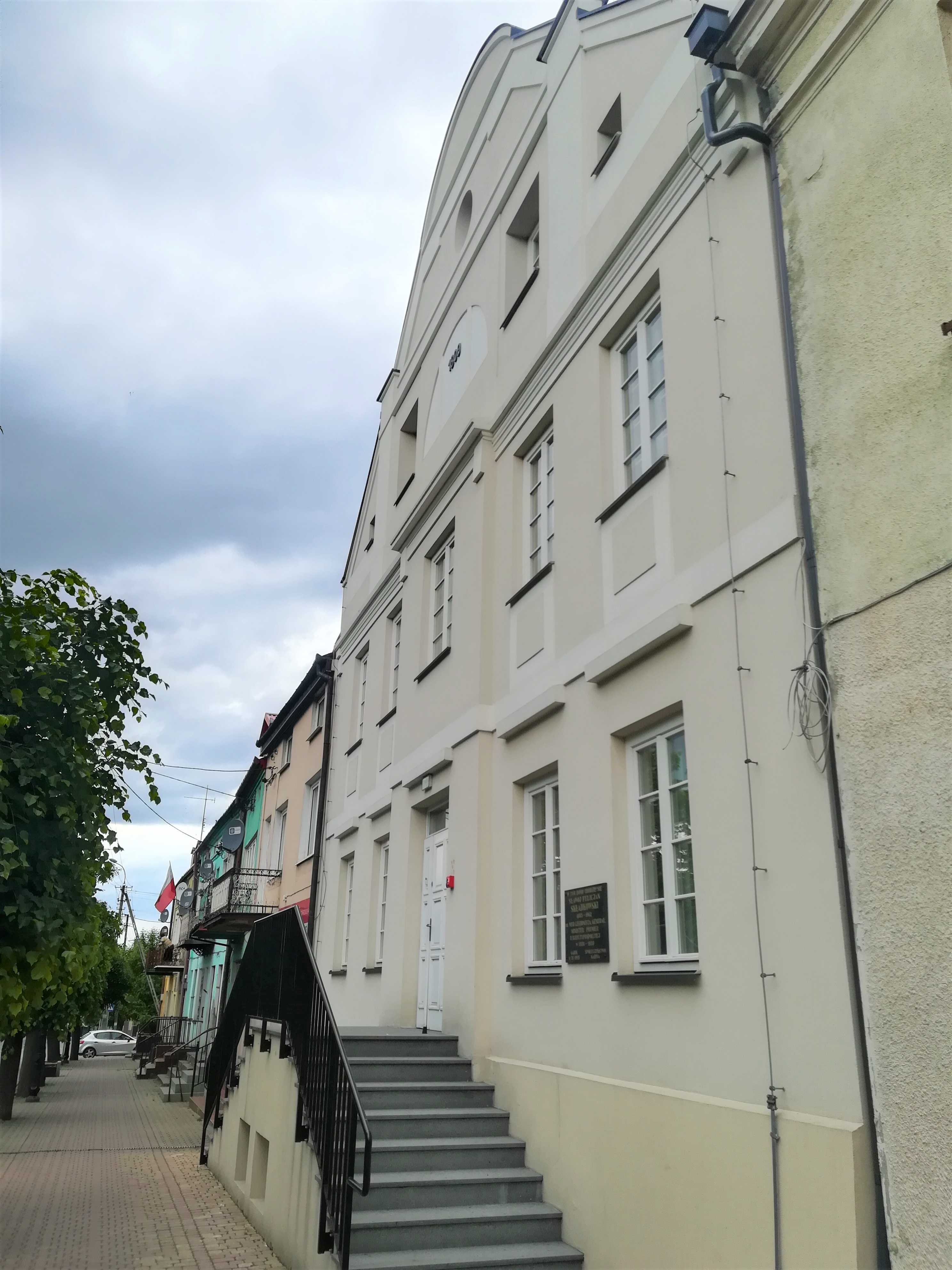
Dom rodzinny Felicjana Sławoja-Składkowskiego w Gąbinie

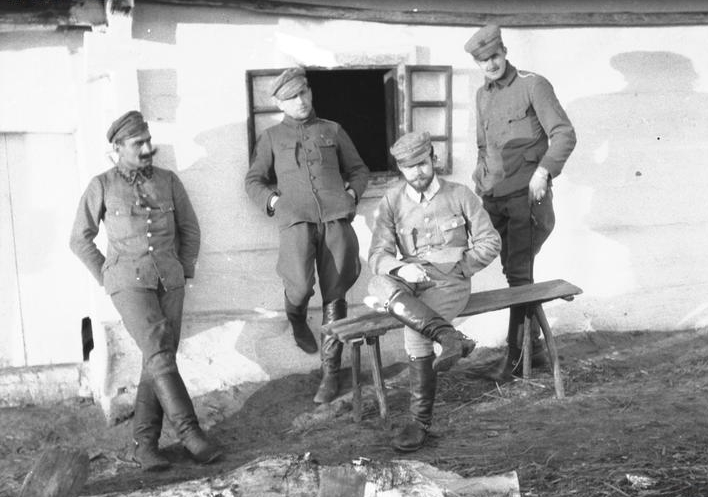
Składkowski (pierwszy z lewej) podczas służby w Legionach Polskich, z majorem Michałem Żymierskim (siedzi) i porucznikiem Janem Bratro w 1916

Felicjan Sławoj Składkowski, właśc. Sławoj Felicjan Składkowski (ur. 9 czerwca 1885 w Gąbinie, zm. 31 sierpnia 1962 w Londynie) – generał dywizji Wojska Polskiego, premier II RP, doktor medycyny, wolnomularz, członek loży wolnomularskiej Wielkiej Loży Narodowej Polski, kawaler Orderu Virtuti Militari.
Był lekarzem legionowym, dowódcą Okręgu Wojskowego w Zagłębiu Dąbrowskim (11–28 listopada 1918), uczestnikiem wojny polsko-bolszewickiej. Zwolennik sanacji, po przewrocie majowym komisarz rządu na miasto stołeczne Warszawę (od 13 maja do 1 października 1926). Trzykrotny minister spraw wewnętrznych (od 2 października 1926 do 7 grudnia 1929, od 3 czerwca 1930 do 23 czerwca 1931 i od 15 maja 1936 do 30 września 1939), drugi wiceminister spraw wojskowych i szef Administracji Armii (od 24 czerwca 1932 do 15 maja 1936). Premier rządu RP (od 15 maja 1936 do 30 września 1939). Podczas II wojny światowej internowany w Rumunii, przebywał następnie w Turcji i w Palestynie. Od 1947 w Wielkiej Brytanii, gdzie zmarł.

## Wczesne lata
Urodził się 9 czerwca 1885 w Gąbinie (obecnie województwo mazowieckie) w ówczesnym zaborze rosyjskim, w domu przy ul. Rynek 6. Był synem Wincentego, sędziego pokoju w Gąbinie i Anny z domu Wójcickiej. Rodzina pochodziła z okolic Zambrowa. Jego ojciec w wieku 16 lat brał udział w powstaniu styczniowym, przez pół roku służył także jako ochotnik w pińczowskim 21 Jamborskim pułku ułanów. Felicjan Sławoj Składkowski miał piątkę rodzeństwa: Bożywoja, Dobrosławę, Tomiłę, Mirosławę (późniejszą matkę Rafała Niedzielskiego) oraz Wincencję zmarłą jako niemowlę. Ochrzczony w parafii rzymskokatolickiej Gąbin. Rodzice planowali nadać mu imię „Sławoj”, jednak gąbiński proboszcz, ks. Ksawery Czarnowski, nie wyraził na to zgody – w kościelnym wykazie nie figurowało takie imię. Wobec tego w akcie chrztu wpisano „Sławoj Felicjan”. Rodzicami chrzestnymi zostali Józef Rychłowski i Teofila Grudzińska.
Uczęszczał do gimnazjum realnego w Łowiczu. Był absolwentem Męskiego Gimnazjum Rządowego w Kielcach; w trakcie nauki angażował się w wystąpienia skierowane przeciwko rusyfikacji. Po maturze, w 1904 podjął studia medyczne na Wydziale Lekarskim Uniwersytetu Warszawskiego. 13 listopada 1904 uczestniczył w manifestacji niepodległościowej na placu Grzybowskim w Warszawie. Jesienią 1904 został za to aresztowany i osadzony przez władze rosyjskie na Pawiaku. Po miesięcznym śledztwie został zwolniony i odesłany do Kielc pod nadzór policyjny. Następstwem tych wydarzeń było relegowanie go z uczelni. Aby móc kontynuować studia i uniknąć rozprawy sądowej, wyjechał do Krakowa w zaborze austriackim, gdzie dotarł w marcu 1906.
Od 1905 należał do Polskiej Partii Socjalistycznej, działał w związanej z PPS „Spójni”. Od 1906 był członkiem PPS – Frakcji Rewolucyjnej.
15 lutego 1909 poślubił Jadwigę Szoll, z którą miał syna Miłosza (1911–1938, student Wyższej Szkoły Budowy Maszyn).
Na Wydziale Lekarskim Uniwersytetu Jagiellońskiego był uczniem profesorów – Kazimierza Kostaneckiego, Walerego Jaworskiego i Bronisława Kadera. Początkowo zamierzał praktykować jako lekarz chorób wewnętrznych, ale po nauce u prof. Kadera wybrał chirurgię z ginekologią jako dodatkową specjalnością. W trakcie studiów pracował jako pisarz w kancelarii adwokackiej, a od stycznia 1910 był asystentem w zakładzie anatomii opisowej.
W 1911 ukończył studia, uzyskując dyplom lekarski. Pracował jako lekarz w klinice chorób wewnętrznych. Od stycznia 1912 zatrudniony w klinice chirurgicznej prof. Kadera, którego był asystentem. Później praktykował jako lekarz chirurg i ginekolog w Sosnowcu. Od stycznia 1914 kierował lecznicą Kadera.

## Legiony Polskie
Po wybuchu I wojny światowej przedarł się wraz z jednym z organizatorów Związku Strzeleckiego w Zagłębiu Dąbrowskim, Stanisławem Sławem-Zwierzyńskim, do Legionów Polskich organizujących się w Miechowie. Wstąpił do nich 13 sierpnia 1914. Początkowo służył jako lekarz w V batalionie, 1 pułku piechoty Legionów. W tym czasie po raz pierwszy zetknął się z Józefem Piłsudskim. 9 października 1914 został mianowany podporucznikiem lekarzem. Od 20 grudnia 1914 był naczelnym lekarzem 1 pułku piechoty Legionów. 1 stycznia 1915 został mianowany porucznikiem lekarzem. Jednak 26 stycznia 1915 w stopniu szeregowego przeszedł do 3 kompanii III batalionu 1 pułku piechoty Legionów. Wkrótce potem ciężko zachorował i trafił do szpitala w Kętach.
1 lutego 1915 Składkowski wrócił do służby sanitarnej. Objął stanowisko lekarza I batalionu 1 pułku piechoty Legionów. Potem, od 28 kwietnia do 7 maja 1915 sprawował funkcję naczelnego lekarza 5 pułku piechoty Legionów. Następnie od 11 maja 1915 był naczelnym lekarzem 7 pułku piechoty Legionów. 10 maja 1915 otrzymał awans na kapitana lekarza. Wraz z I Brygadą przeszedł niemal cały szlak legionowy. W lipcu 1916 wyróżnił się podczas bitwy pod Kostiuchnówką. Od 1 października 1916, po rozwiązaniu 7 pułku piechoty Legionów, został naczelnym lekarzem 5 pułku piechoty Legionów.
16 lipca 1917, podczas kryzysu przysięgowego, jako poddany rosyjski, został zwolniony ze służby w Legionach Polskich. Później, od 22 lipca 1917 do 2 sierpnia 1918 był internowany w obozie oficerskim w Beniaminowie. Założył wówczas Beniaminowskie Towarzystwo Lekarskie, w którym prowadził odczyty. Pisywał też w Biuletynie Beniaminowskim. Po opuszczeniu obozu pracował jako lekarz w kopalni „Saturn” w Czeladzi.

## Wojsko Polskie
W listopadzie 1918 uczestniczył w akcji rozbrajania Niemców w Zagłębiu Dąbrowskim. Ubrany w mundur legionisty, powołał się na oddziały Wojska Polskiego, wkraczające rzekomo do Czeladzi, których tam jednak jeszcze nie było, i tym fortelem rozbroił ostrzeliwujących się na rynku Niemców. Podobnie zmusił do poddania się żołnierzy na czeladzkich Piaskach. W randze kapitana objął komendę nad tworzącym się w Zagłębiu Wojskiem Polskim. Był dowódcą tamtejszego Okręgu Wojskowego od 11 do 28 listopada.
Następnie do 3 lutego 1919 był szefem sztabu dowódcy Okręgu Wojskowego „Będzin”, płk. Rudolfa Tarnawskiego. Od 18 lutego 1919 piastował funkcję szefa sanitarnego przy Inspektoracie Piechoty Legionowej. 20 stycznia 1919 otrzymał awans na majora lekarza. 1 kwietnia 1919 objął stanowisko szefa sanitarnego 2 Dywizji Piechoty Legionów, a następnie 1 maja 1919 został mianowany podpułkownikiem lekarzem.
Podczas wojny polsko-bolszewickiej uczestniczył w walkach na froncie litewsko-białoruskim. W sierpniu 1919 w składzie 2 Dywizji Piechoty Legionów był jednym ze zdobywców Mińska. Jesienią 1919 został szefem sanitarnym w Grupie Operacyjnej pod dowództwem generała Lucjana Żeligowskiego. 7 stycznia 1920 Składkowski został mianowany szefem sekcji organizacyjnej Departamentu Sanitarnego Ministerstwa Spraw Wojskowych. 29 maja 1920 zatwierdzony został w stopniu pułkownika lekarza z dniem 1 kwietnia 1920. 7 czerwca 1920 objął stanowisko szefa sanitarnego Grupy Operacyjnej Jazdy generała Jana Sawickiego, następnie został szefem sanitarnym w Grupie Operacyjnej „Dolna Wisła”.
29 sierpnia 1920 został delegatem rządowym przy Polskim Towarzystwie Czerwonego Krzyża. Następnie 31 października 1920 przeniesiony do warszawskiego Szpitala Ujazdowskiego, a następnie do Departamentu Sanitarnego Ministerstwa Spraw Wojskowych, na stanowisko szefa Wydziału Organizacyjnego.
Od stycznia 1921 był inspektorem oddziałów sanitarnych Wojska Polskiego. 3 maja 1922 zweryfikowany został w stopniu pułkownika lekarza ze starszeństwem z 1 czerwca 1919. W 1923 w Rembertowie odbył trzymiesięczny kurs dla wyższych dowódców. W styczniu 1924 Składkowski został skierowany na kilkumiesięczny kurs we francuskiej Wyższej Szkole Wojennej (franc. École Supérieure de Guerre) w Paryżu. 3 kwietnia 1924 mianowany został pełniącym obowiązki szefa Departamentu VIII Sanitarnego Ministerstwa Spraw Wojskowych „z pozostawieniem na odkomenderowaniu, na studiach we Francji”. Po powrocie do Polski, od 21 października 1924 pełnił funkcję szefa Departamentu VIII Sanitarnego MSWojsk. 1 grudnia 1924 mianowany został generałem brygady ze starszeństwem z dniem 15 sierpnia 1924 i ósmą lokatą w korpusie generałów.
W listopadzie 1924 roku był jednym z oficerów, którzy podali się do dymisji w ramach tzw. strajku generałów.
W czasie studiów poznał Francuzkę Germaine Susanne Coillot. Pod koniec 1925, by móc uzyskać rozwód ze swą dotychczasową żoną Jadwigą Szoll, przeszedł na kalwinizm. W styczniu 1926 zawarł drugi związek małżeński.
W czasie przewrotu majowego w 1926 opowiedział się po stronie zamachowców.

## Komisarz rządu na miasto stołeczne Warszawę
W czasie przewrotu majowego stanął po stronie Józefa Piłsudskiego. 13 maja 1926 został powołany przez gen. Gustawa Orlicz-Dreszera (jednego z głównych dowódców sił Piłsudskiego) na stanowisko komisarza rządu dla Warszawy (w randze wojewody). Miał opinię sprawnego organizatora, w związku z czym powierzono mu misję utrzymania porządku na ulicach stolicy podczas i bezpośrednio po zamachu stanu, jak również zapewnienia zaopatrzenia ludności w żywność po zwykłych cenach. Jednym z pierwszych posunięć Składkowskiego było rozbicie 14 maja komunistycznej demonstracji na placu Bankowym, wyrażającej radość z powodu upadku rządu Wincentego Witosa. Jak się wkrótce okazało, wśród zadań komisarza pojawiło się także kontrolowanie sytuacji politycznej i społecznej oraz penetracja środowisk opozycyjnych wobec nowej władzy. 21 maja, po utworzeniu rządu Kazimierza Bartla, podjęto decyzję o utrzymaniu Składkowskiego na stanowisku komisarza miasta. Sprawując tę funkcję przez kilka miesięcy, zaprezentował charakterystyczny sposób urzędowania: 

Stał się więc przede wszystkim wzorem punktualności, doskonale organizującym sobie dzień pracy, a przychodząc jako pierwszy do biura rzucał blady strach na spóźniających się urzędników. Był też wszędobylskim i ruchliwym kontrolerem – bezustannie penetrował bazary, z notesem w ręku śledząc ruchy cen (walkę z postępującą drożyzną traktował jako swe główne zadanie), inspekcjonował (w najbardziej nieoczekiwanych porach) targowe magazyny i zaplecza.

 Sprawowanie tej funkcji zakończył 1 października 1926. Jego obowiązki przejął 12 października 1926 Władysław Jaroszewicz.

## Minister spraw wewnętrznych

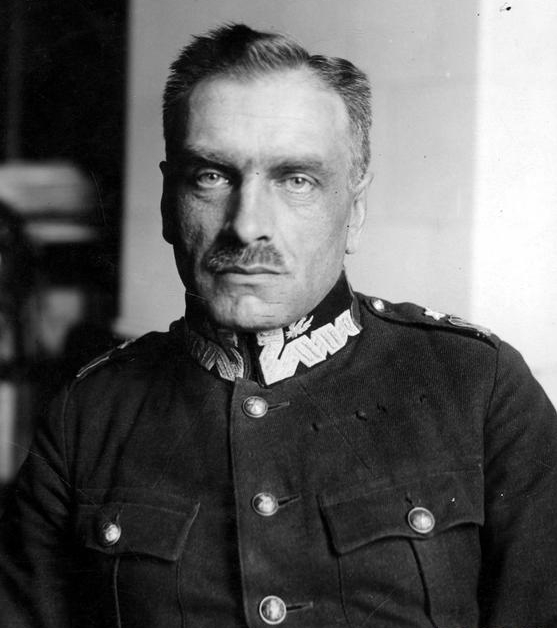
Felicjan Sławoj Składkowski jako minister spraw wewnętrznych

23 sierpnia 1926 zwolniony został ze stanowiska szefa departamentu, a 7 września 1926 „na własną prośbę” przeniesiony został do rezerwy. W październiku 1926 ustępujący minister spraw wewnętrznych Kazimierz Młodzianowski, wskazał na Składkowskiego jako swego następcę. Nominowany został na to stanowisko 2 października 1926. Znany był z ogromnego przywiązania do osoby marszałka i bezkrytycznego do niego stosunku. Na temat swojej nominacji pisał m.in.: 

Pan Marszałek podał mi rękę nad stołem, wskazał ręką krzesło i powiedział bez wstępów: „No więc, zostaniecie ministrem spraw wewnętrznych, bo Młodzianowski nie chce już dłużej pracować z tym... Sejmem”. Siedziałem cicho, czekając co Komendant powie dalej, gdy jednak milczał, patrząc mi badawczo w oczy, zwróciłem posłusznie uwagę, że z polityką dotychczas się nie stykałem, że są inni koledzy, znający ją lepiej. Na to Pan Marszałek, śmiejąc się i jakby przyznając mi rację, powiedział: „Niepotrzebna tu polityka. Wszyscy krzyczą, że jesteś administrator, więc dlatego będziecie ministrem. Zameldujcie się u pana Bartla. No, do widzenia!” Tu Komendant, jakby znudzony tą rozmową, opuścił głowę i zaczął stawiać pasjansa, nie podając mi ręki na pożegnanie. Wymeldowałem się i wyszedłem z Belwederu, zdziwiony i tym, że zostałem ministrem, ale również i formą, w jakiej to się odbyło. Przyznam się, że gdym dawniej czytywał w gazetach, że ktoś został ministrem, to przedstawiałem to sobie zupełnie inaczej. Komendant zaproponował mi „posadę” w ten sposób, jakby uległ tylko „namowom” i „krzykom” innych, a sam był z góry przekonany, że ja na takie stanowisko się nie nadaję. Co prawda, to w głębi duszy myślałem to samo i ja.

Składkowski pełnił urząd ministra spraw wewnętrznych w trzech gabinetach – Józefa Piłsudskiego, Kazimierza Bartla i Kazimierza Świtalskiego. Był to okres zaostrzania się konfliktu pomiędzy obozem sanacyjnym a parlamentem, a także pogłębiającego się kryzysu gospodarczego. Z tego względu rola ministra spraw wewnętrznych zyskiwała na znaczeniu. Sam Składkowski, pomimo faktu, że nie należał do najbliższych współpracowników Piłsudskiego, pozostawał w ciągłym kontakcie z elitą obozu piłsudczykowskiego. Nie podejmował jednak decyzji o charakterze politycznym, będąc raczej sprawnym administratorem i energicznym wykonawcą decyzji sanacyjnego kierownictwa. W trakcie urlopów premierów Bartla i Świtalskiego pełnił jednak obowiązki szefa rządu. 27 marca 1928, podczas pierwszego posiedzenia Sejmu, podczas odczytywania prezydenckiego wystąpienia przez marszałka Piłsudskiego, posłowie komunistyczni zakłócili uroczystość, wznosząc antyrządowe okrzyki. Felicjan Sławoj Składkowski osobiście wprowadził na salę sejmową policję, która wyprowadziła komunistów, a także część posłów socjalistycznych i chłopskich. Trafili oni na posterunek policji, ale później wrócili do budynku i kontynuowali obrady. Składkowski wyjaśniał potem, że w chwili odczytywania orędzia Sejm nie był jeszcze otwarty, władze nie były wybrane i nie mogły użyć straży marszałkowskiej, posłowie zaś nie byli jeszcze zaprzysiężeni i nie posiadali immunitetów. Jak twierdził, powaga państwa polskiego wymagała tak stanowczego działania.
Pomimo energicznych działań Składkowskiego i przywiązania, jakie okazywał Piłsudskiemu, marszałek najprawdopodobniej postrzegał sprawowanie przez niego stanowiska ministerialnego jako tymczasowe. W kwietniu 1929 wiceministrem spraw wewnętrznych został Bronisław Pieracki. Jak sam później wspominał, Piłsudski wprowadził go tam, z poleceniem: Musicie iść do Sławoja i podtrzymać go, bo chłopak zupełnie się wykoleił – nic nie robi, tylko autem jeździ. W kolejnym gabinecie to Pieracki został ministrem spraw wewnętrznych. Sam Składkowski uważał zaś, że osoby mu niechętne przedstawiły marszałkowi jego aktywność na stanowisku szefa resortu w złym świetle.
Składkowski kierował resortem przez trzy lata, do 7 grudnia 1929. Z dniem 1 stycznia 1930 powołany został do służby czynnej i wyznaczony na stanowisko zastępcy I wiceministra spraw wojskowych i szefa Administracji Armii. 10 czerwca 1930 zwolniony został z zajmowanego stanowiska i przeniesiony w stan nieczynny z dniem 3 czerwca 1930, bez prawa do poborów.
3 czerwca 1930 znów został ministrem spraw wewnętrznych, tym razem w drugim rządzie Józefa Piłsudskiego. O swojej nominacji pisał:

Pan Marszałek siedział w fotelu, przy oszklonych drzwiach prowadzących na taras. Nie podając mi ręki, kazał usiąść przy stole półokrągłym i, bez żadnych wstępów zaczął: „Przechodzicie do Ministerstwa Spraw Wewnętrznych. Sejm będzie rozwiązany i macie zrobić nowe wybory razem ze Sławkiem i Świtalskim. Oświadczyli mi, że do wyborów jesteście im potrzebni, więc chwilowo wrócicie do Spraw Wewnętrznych. Ile czasu wam potrzeba, żeby zrobić wybory?” Milczałem, zmieszany i zaskoczony słowami Komendanta, który tymczasem ciągnął: „Sześć tygodni Wam wystarczy?” „Sześć tygodni na pewno nie wystarczy, Panie Marszałku” – odpowiedziałem.

Piłsudski obiecał Składkowskiemu, że po upływie trzech miesięcy, w trakcie których ma zrealizować przygotowania do wyborów parlamentarnych, wróci do służby w wojsku.

Do rządu Składkowski powrócił w momencie, gdy obóz sanacyjny przygotowywał się do ostatecznego uderzenia w opozycję. Jego osoba miała być gwarancją tego, że wszelkie plany zostaną zrealizowane w sposób sprawny i należyty. Jako zwierzchnik wojewodów i starostów przeprowadził akcję pacyfikacyjną Ukraińców w Małopolsce Wschodniej (od 16 września do 30 listopada 1930). Przygotował także dla Józefa Piłsudskiego materiały obciążające przywódców Centrolewu. Podpisał również nakazy aresztowania opozycyjnych posłów osadzonych w twierdzy brzeskiej po rozwiązaniu Sejmu 30 sierpnia 1930. Przygotował przeprowadzenie tzw. wyborów brzeskich w 1930. Jak pisał Andrzej Chojnowski: 

Dany mu przez Marszałka na przygotowanie wyborów trzymiesięczny okres wykorzystał więc w sposób efektywny, a korzystne dla BBWR wyniki głosowania, uzyskane w znacznej mierze dzięki presji i nadużyciom, były także i jego zasługą. Kult Komendanta, wiedzącego najlepiej na czym polega dobro państwa, uwalniał go przy tym od wszelkich wątpliwości moralnych.

Został wybrany na posła w 1930, 1935 i 1938.
Będąc ministrem spraw wewnętrznych, wydał rozporządzenie nakazujące m.in. stawianie ubikacji na polskich wsiach, gdyż jako lekarz z wykształcenia przywiązywał dużą wagę do podnoszenia poziomu higieny. Dzięki tej decyzji wiejskie ubikacje zaczęto nazywać sławojkami.
5 czerwca 1931 unieważnione zostały dwa dokumenty mające wpływ na przebieg służby generała, mianowicie zarządzenie z 7 września 1926 w sprawie przeniesienia do korpusu oficerów rezerwowych, oraz zarządzenie z 1 stycznia 1930 w sprawie przemianowania na oficera zawodowego oficera rezerwy powołanego do służby czynnej.
23 czerwca 1931 wrócił do służby czynnej i objął stanowisko drugiego wiceministra spraw wojskowych i szefa Administracji Armii (odpowiedzialnego między innymi za finanse). Od tego czasu kontakty Składkowskiego z Piłsudskim uległy intensyfikacji. Tę współpracę przerwała śmierć marszałka w maju 1935. Składkowski był jedną z pierwszych osób, która dowiedziała się o zgonie Piłsudskiego. 19 marca 1936 Składkowski został awansowany na generała dywizji.

## Premier

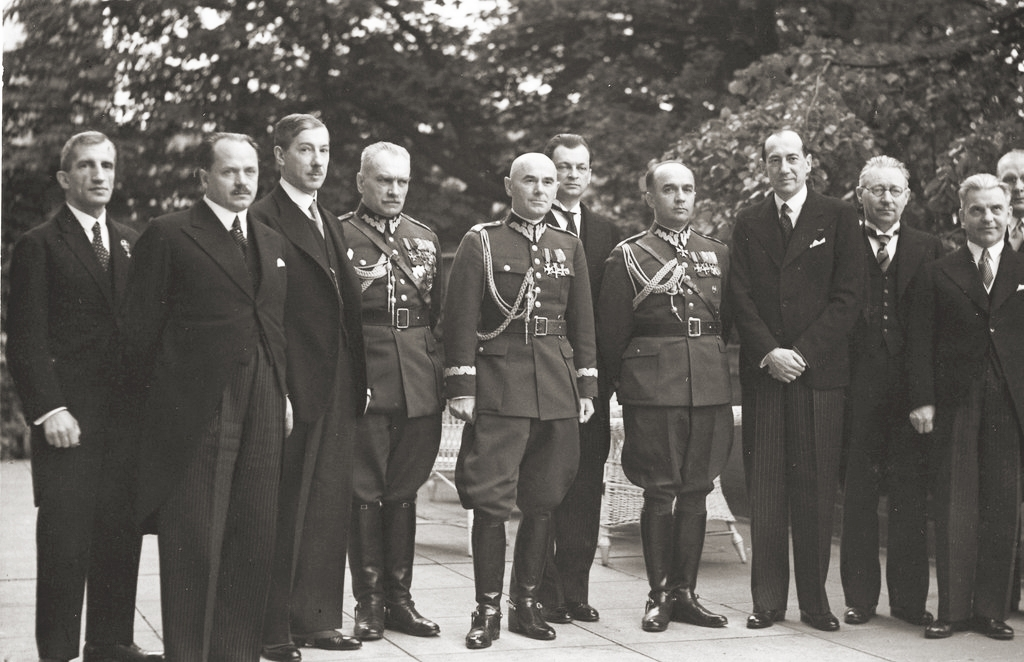
Rząd Felicjana Sławoja Składkowskiego – premier czwarty od lewej

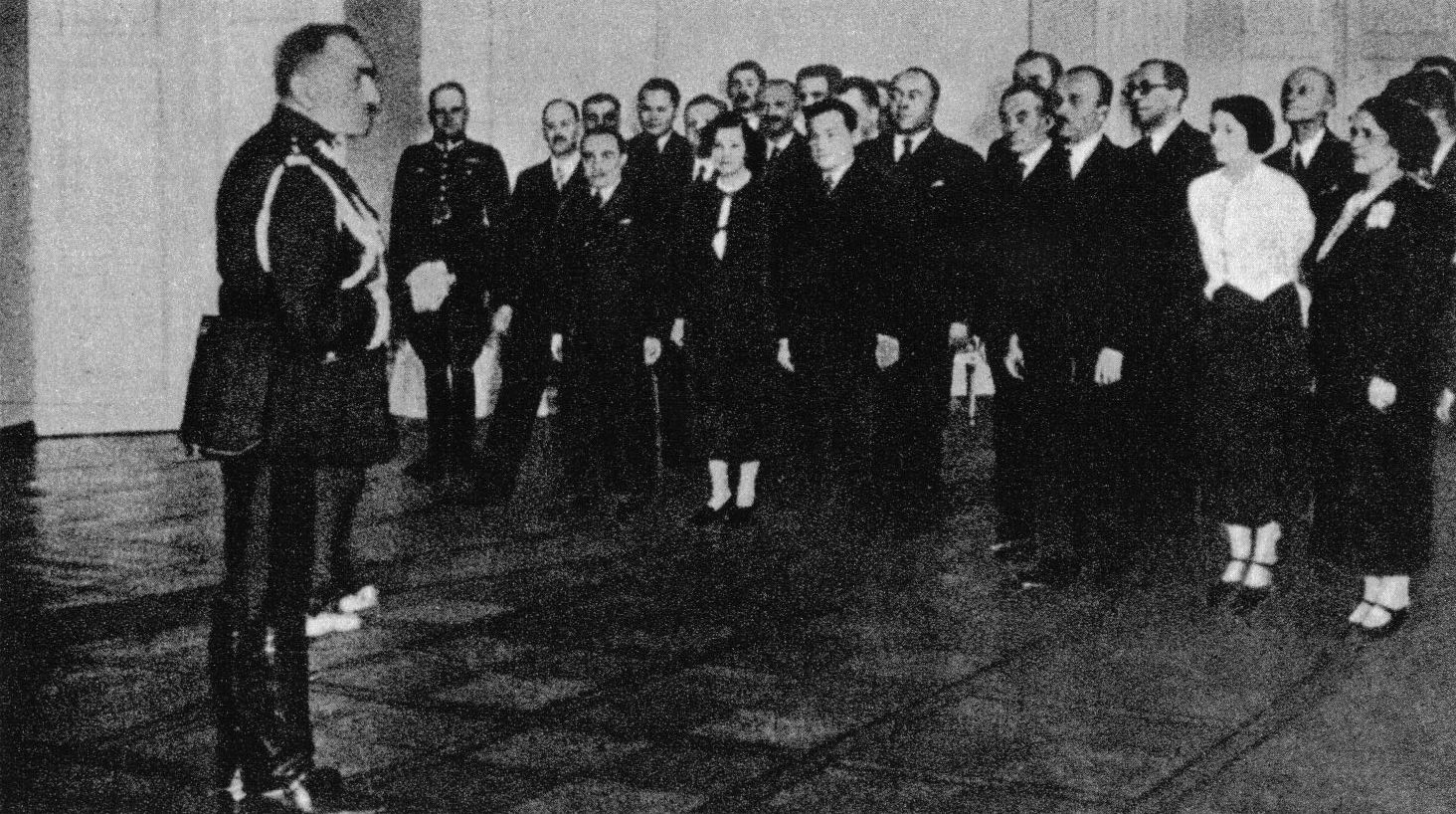
Nowo mianowany premier przemawia do urzędników Prezydium Rady Ministrów

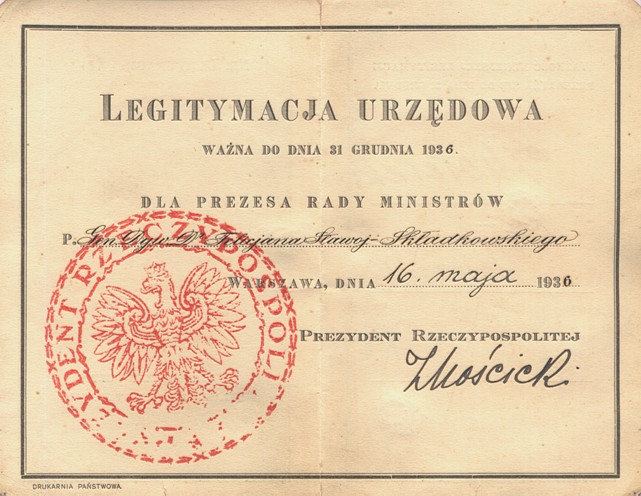
Legitymacja urzędowa prezesa rady ministrów Felicjana Sławoja Składkowskiego

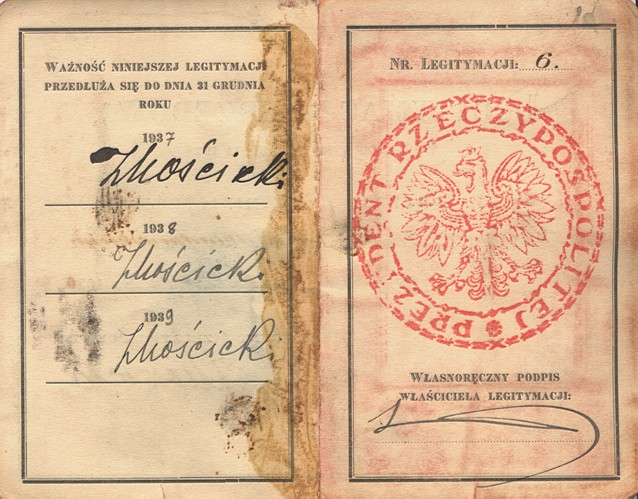
Legitymacja urzędowa prezesa rady ministrów Felicjana Sławoja Składkowskiego

Po śmierci Piłsudskiego, dotychczas monolityczny obóz sanacyjny podzielił się na dwie grupy – zwolenników prezydenta Ignacego Mościckiego i generalnego inspektora Sił Zbrojnych gen. Edwarda Śmigłego-Rydza. Początkowo silniejszą pozycję posiadał ten pierwszy, jednak już wiosną 1936 zmuszony on został do zawarcia nieformalnego kompromisu z jego konkurentem. Mościcki i Śmigły-Rydz wspólnie ustalili skład rządu, który miał powstać po upadku gabinetu Mariana Zyndrama-Kościałkowskiego. Prezydent zachował wpływ na obsadę resortów związanych z gospodarką, rolnictwem i oświatą, generalny inspektor – z wojskowością, komunikacją i sprawiedliwością. Edward Śmigły-Rydz wystąpił także z inicjatywą, aby szefem rządu został Felicjan Sławoj Składkowski. 13 maja 1936 otrzymał on propozycję objęcia tego stanowiska, wyrażoną w formie rozkazu. Jak pisał sam Składkowski: 

Rankiem 13 maja 1936 roku po mym powrocie do Warszawy z krakowskiej Wieży Srebrnych Dzwonów i Sowińca, generał Śmigły-Rydz wezwał mnie do Inspektoratu i polecił zameldować się o godzinie pierwszej u Pana Prezydenta w charakterze kandydata na premiera...

Według Andrzeja Chojnowskiego: 

Z punktu widzenia Generalnego Inspektora Sławoj wydawał się całkiem niezłym kandydatem na okres przejściowy – politycznie niegroźny, bo niezdolny do samodzielnej gry, dający zaś rękojmię zdyscyplinowania zdezorientowanej ostatnimi wydarzeniami administracji.

 15 maja 1936 Składkowski został premierem i jednocześnie objął kierownictwo nad resortem spraw wewnętrznych. Był pierwszym ewangelikiem reformowanym w historii Polski na stanowisku szefa rządu.
4 czerwca 1936 Składkowski wygłosił przemówienie w Sejmie, podczas którego wskazał na założenia polityki swojego rządu. Szczególnie mocno nawiązał do postaci Śmigłego-Rydza, jako kontynuatora działań Piłsudskiego. Jak stwierdził, objął stanowisko szefa rządu z rozkazu prezydenta i generalnego inspektora. Składkowski podkreślał, że pomimo śmierci Piłsudskiego, nadal posiadamy wodza, który sprawuje czujny nadzór nad duszą narodu. Jak twierdził, wodzowi temu powinno się oddać wszystkie siły aż po ostatnią kroplę krwi. Opisał także konieczność utworzenia ośrodka jednolicie kierowanej woli oraz polepszenia sytuacji gospodarczej kraju i nastrojów społecznych. Według premiera, rząd miał współpracować z wszystkimi, którzy chcą budować silną Polskę, ale nie pójdzie ani w prawo, ani w lewo. Zapowiedział także wsadzanie komunistów do więzień, przy jednoczesnej walce z biedą i bezrobociem. Składkowski ironicznie wezwał także do powrotu do kraju emigrantów „brzeskich”, wskazując, że czeka na nich polski wymiar sprawiedliwości.

Początek sprawowania przez Składkowskiego funkcji szefa rządu to okres umacniania pozycji Śmigłego-Rydza. 13 lipca 1936 ukazał się okólnik wydany przez premiera, w którym można było przeczytać: 

Zgodnie z wolą Pana Prezydenta Rzeczypospolitej Ignacego Mościckiego zarządzam co następuje: Generał Śmigły-Rydz, wyznaczony przez Pana Marszałka Józefa Piłsudskiego, jako Pierwszy Obrońca Ojczyzny i pierwszy współpracownik Pana Prezydenta Rzeczypospolitej w rządzeniu państwem, ma być uważany i szanowany, jako pierwsza w Polsce osoba po Panu Prezydencie Rzeczypospolitej. Wszyscy funkcjonariusze państwowi z prezesem Rady Ministrów na czele okazywać Mu winni objawy honoru i posłuszeństwa.

 Dokument ten naruszał porządek państwowy ustalony przez konstytucję kwietniową. Skrytykowała go lewica, jak również przewodniczący sejmowej Komisji Wojskowej, gen. Lucjan Żeligowski.
Gabinet Składkowskiego był niejednolity politycznie. Wchodzące w jego skład osoby niejednokrotnie prowadziły politykę w znaczącym stopniu niezależną od opinii premiera. Mowa tutaj o ministrze skarbu Eugeniuszu Kwiatkowskim (związanym z obozem prezydenckim), ministrze rolnictwa Juliuszu Poniatowskim (zwolenniku Mościckiego), ministrze sprawiedliwości Witoldzie Grabowskim (protegowanym Śmigłego-Rydza), ministrze oświaty Wojciechu Świętosławskim (związanym z obozem generalnego inspektora) i ministrze spraw zagranicznych Józefie Becku (który był faktycznie samodzielny). Z tego względu rząd postrzegany był zarówno przez jego mocodawców, jak i opinię publiczną jako tymczasowy. Utrzymał się jednak najdłużej w okresie II RP. Sam Składkowski nie angażował się bezpośrednio w bieżące konflikty polityczne pojawiające się co jakiś czas wewnątrz obozu sanacyjnego. Po utworzeniu w marcu 1937 Obozu Zjednoczenia Narodowego przez Śmigłego-Rydza, premier udzielił mu poparcia. Widoczny był jednak dystans części ministrów do założeń ideowych OZN. Z tego względu opinia społeczna spodziewała się rychłej dymisji rządu. Składkowskiego zastąpić miał Adam Koc lub Witold Grabowski.
23 czerwca 1937, ze względu na trwający konflikt wawelski, Składkowski demonstracyjnie złożył dymisję swojego rządu, która nie została jednak przyjęta.
Jako minister spraw wewnętrznych Składkowski zwracał szczególną uwagę na stan administracji państwowej, zwłaszcza policji. Stworzył specjalne oddziały odwodowe tej formacji, wyspecjalizowane w rozbijaniu zgromadzeń bez użycia broni palnej. Premier doceniał też rolę urzędników cywilnych. Wydał np. cały szereg przepisów (nieraz karykaturalnie drobiazgowych), które miały wprowadzić dyscyplinę i usprawnić realizację zadań im przypisanych. Składkowski skupiał się także na zwalczaniu ruchów antypaństwowych (tak skrajnie lewicowych, jak i prawicowych), paskarzy oraz lichwiarzy.
Składkowski wypowiadał się przeciwko fizycznej przemocy wobec Żydów, dodając jednak ale walka ekonomiczna – i owszem. Oświadczenie to okazało się symbolem zmiany stosunku elit piłsudczykowskich do ludności żydowskiej. Wobec rozruchów antysemickich obejmujących szkoły wyższe jego rząd przeprowadził przez Sejm w lipcu 1937 roku nowelę ustawy o szkołach wyższych, zwiększając uprawnienia porządkowe rektorów i zaostrzając rygory dyscyplinarne wobec studentów. W oparciu o te przepisy władze sanacyjne dopuściły do tworzenia w szkołach gett ławkowych, czyli osobnych miejsc na salach wykładowych dla osób pochodzenia żydowskiego.

Składkowski znany był również z tego, że wykonując obowiązki szefa rządu, starał się przeprowadzać jak największą liczbę inspekcji i wizytacji aparatu urzędniczego: 

przykładowo 10 lipca 1936 r. Sławoj wyjechał wcześnie rano z Warszawy, by o godz. 12 dotrzeć do nadgranicznej miejscowości Zwardoń (pow. żywiecki), gdzie dokonał przeglądu posterunku policji i straży granicznej, o godzinie 13.30 przybył do Żywca (inspekcja starostwa), o 15.30 ruszył do Bielska oraz Białej (żądał sprawozdania o przyczynach strajków w przemyśle włókienniczym, metalurgicznym i budowlanym), obejrzał następnie zaporę wodną na rzece Wapienniczce oraz lotnisko pod Bielskiem (przypatrywał się lotom ćwiczebnym), o 21.30 zaś opuścił Bielsko udając się koleją do stolicy.

W styczniu 1939 nakładem wydawnictwa Gebethner i Wolff ukazała się publikacja autorstwa F. Sławoj Składkowskiego pt. W Beniaminowie. Kartki z pamiętnika, stanowiąca prowadzony przez niego dziennik w czasie internowania legionistów w obozie.
Wybuch II wojny światowej zastał premiera w gmachu Ministerstwa Spraw Wewnętrznych, w którym nocował. O 4.30 rano otrzymał telefon z Krakowa z informacją o niemieckim ataku. Następnego dnia wygłosił w Sejmie przemówienie, w którym wyraził swe przekonanie co do przyszłego zwycięstwa Polski. Już 3 września rozpoczęły się przygotowania do ewakuacji instytucji centralnych ze stolicy. Sam Składkowski opuścił Warszawę 7 września o godzinie 2.00 w nocy. Trafił najpierw do Łucka, a 15 września do Kosowa. 17 września, na wieść o agresji na Polskę Armii Czerwonej, przekroczył granicę polsko-rumuńską przez most na rzece Czeremosz w okolicy Kut. 30 września, po internowaniu przez Rumunów, Składkowski złożył dymisję z funkcji premiera. 5 października została ona przyjęta przez nowego prezydenta, Władysława Raczkiewicza.

## Na uchodźstwie

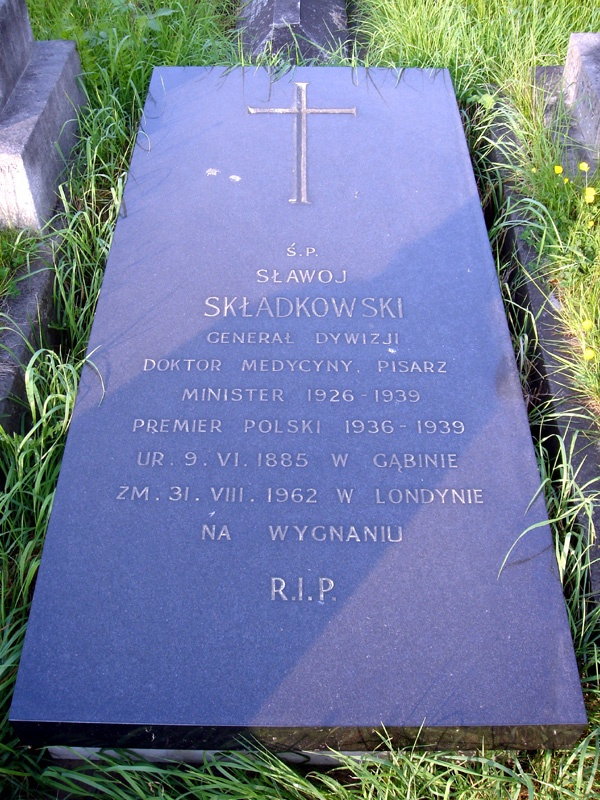
Symboliczny nagrobek Sławoja Składkowskiego na cmentarzu Brompton w Londynie

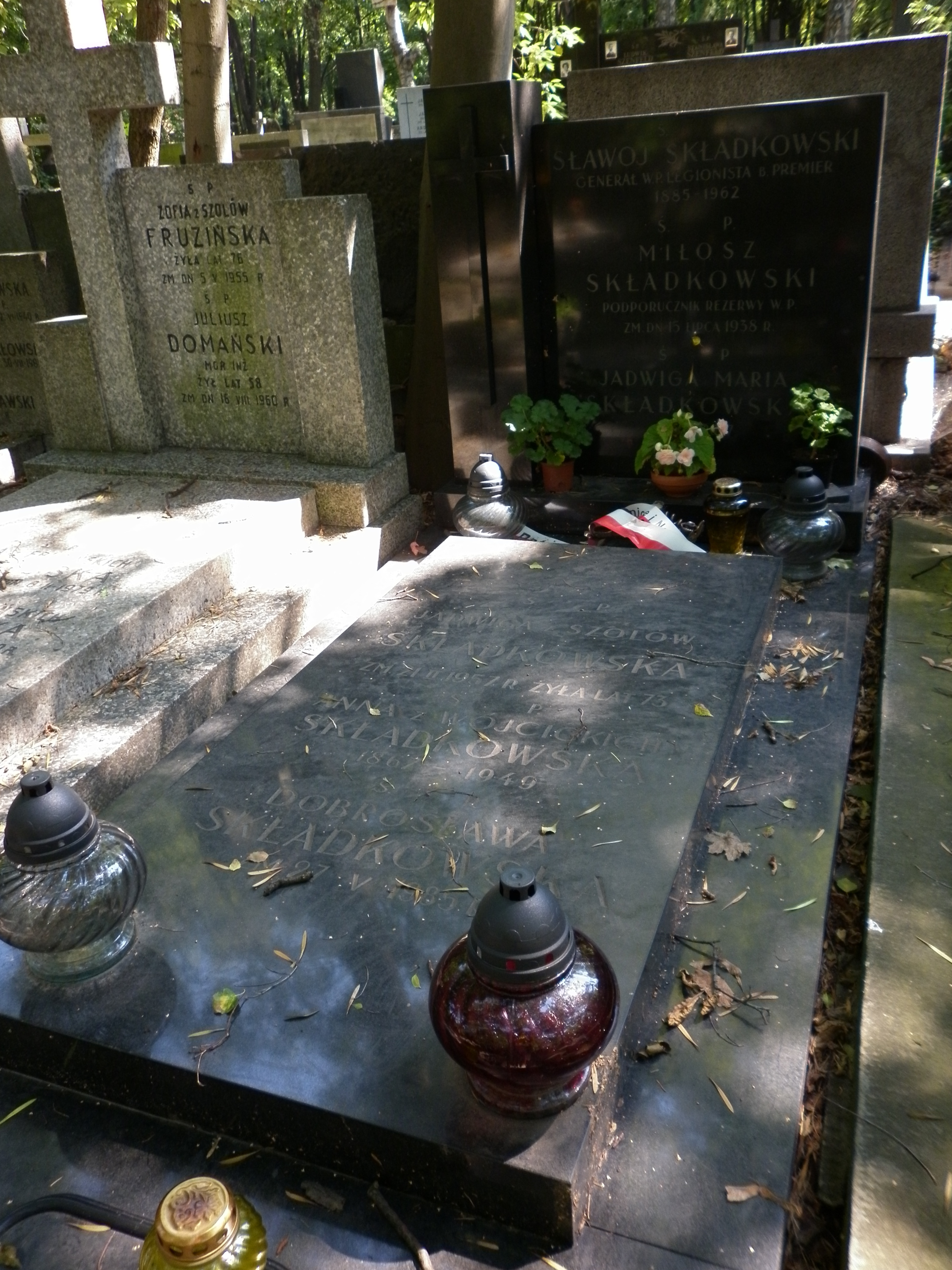
Grób Sławoja Składkowskiego na cmentarzu Stare Powązki

Internowany w Rumunii najpierw w obozie w Slănic, a później, od października 1939 w Băile Herculane. Stamtąd, wraz z Eugeniuszem Kwiatkowskim, napisał i wysłał 9 października list do prezydenta Raczkiewicza, domagając się umożliwienia wyjazdu byłym wysokim urzędnikom państwowym. Dokument otrzymał także nowy premier, gen. Władysław Sikorski, który odpowiedział na niego 4 listopada. Jak pisał: 

Na wstępie zaznaczyć pragnę, iż w piśmie Panów brak śladu jakiegokolwiek zrozumienia sprawy najważniejszej, a mianowicie odpowiedzialności tego rządu za ostatnie wydarzenia, odpowiedzialności tym większej, że uważają się oni za dalszy ciąg rządów od r. 1926. Jest ona straszliwa, jak rzadko bywa w dziejach. Nie waham się stwierdzić, że w tym stanie rzeczy wszelkie podnoszenie głosu przez rząd klęski narodowej jest czymś nieoczekiwanym. [...] Generalne uznanie ewakuowanych do Rumunii urzędników, jako »zespołu najwartościowszych jednostek w aparacie urzędniczym«, nie może być przez Rząd Polski przyjęte.

 17 listopada Kwiatkowski i Składkowski odpowiedzieli na ten list, broniąc się przed zarzutami wysuwanymi przez Sikorskiego.

23 października były premier złożył na ręce ambasadora RP w Bukareszcie oficjalny protest, domagając się od rządu emigracyjnego zdecydowanych działań w celu uwolnienia jego, byłych ministrów i podsekretarzy stanu. Pismo to pozostało bez oficjalnej odpowiedzi. 11 listopada Składkowski zgłosił chęć wstąpienia do Armii Polskiej tworzonej we Francji. Wniosek ten został odrzucony, a generał Sikorski odpowiedział mu ostro: 

Otrzymałem Pańskie zgłoszenie do służby czynnej. Żąda pan w swym podaniu rzeczy niemożliwej. Nie rozporządzam tak silną policją, ani żandarmerią, by ochronić Pana od zniewag i zamachów, które spotkać Go muszą w każdym większym skupisku polskim. Pan, Prezes Rządu odpowiedzialnego za bezprzykładny pogrom, jakiegośmy doznali, powinien zrozumieć, że jedno mu teraz pozostaje: dać o sobie zapomnieć.

W obliczu zagrożenia niemiecką inwazją na Węgry i Rumunię, generał Sikorski zdecydował się jednak na częściową ewakuację tam internowanych. Wicepremier Stanisław Kot zasugerował, że musi ona objąć przede wszystkim osoby lojalne, do których zaliczył zarówno Kwiatkowskiego, jak i Składkowskiego. Pomimo sprzeciwu Jana Stańczyka (uważał on, że Składkowski w katowaniu ludzi okazał się sadystą nie byle jakim), rząd podjął decyzję o utworzeniu komisji, która miała zdecydować, których byłych polityków sanacji można sprowadzić do Francji. W czerwcu 1940 Składkowski otrzymał pozwolenie wyjazdu, a 11 czerwca przeniósł się do Bukaresztu. Tam dostał zgodę Sikorskiego na przejazd do Francji, gdzie przebywała jego żona. Wkrótce jednak dowiedział się o planowanej przez ppłk. Tadeusza Zakrzewskiego ucieczce do Turcji. 14 czerwca otrzymał wizę bułgarską, a 18 czerwca – turecką. Wraz z Witoldem Grabowskim wsiadł w pociąg, którym 24 czerwca dotarł – przez Bułgarię – do Stambułu.
Tam ponownie zgłosił akces do wojska. Jego prośba została jednak odrzucona przez Sikorskiego 3 lipca. Wobec tego poprosił Naczelnego Wodza o zgodę na wstąpienie do armii brytyjskiej. Otrzymał ją, na takie posunięcie zgodziły się również władze brytyjskie. Jednak w sierpniu 1940 zmieniły zdanie. 3 października 1940 Składkowski złożył kolejny wniosek o przyjęcie do armii polskiej lub brytyjskiej, który wysłał do prezydenta Raczkiewicza. W tym samym miesiącu chciał wstąpić do wojska tureckiego, ale nie został przyjęty. Tymczasem prezydent wstawił się za byłym premierem u Sikorskiego. 24 listopada 1940 wydał on zgodę na przyjęcie Składkowskiego w szeregi armii. Skierowano go do Ośrodka Zapasowego Samodzielnej Brygady Strzelców Karpackich gen. Stanisława Kopańskiego w Palestynie. W Hajfie został przyjęty do wojska 10 stycznia 1941. Na wniosek gen. Kordiana Zamorskiego 25 stycznia objął tam inspekcję sanitarną tamtejszych jednostek i instytucji Wojska Polskiego. Nie posiadał jednak uprawnień dowódczych i kompetencji administracyjnych wobec personelu służby zdrowia. Miał przeprowadzać inspekcje szpitali i prowadzić odczyty medyczne.
W pierwszych dniach marca 1941 został oddelegowany jako stały delegat wojska przy Polskim Czerwonym Krzyżu w Palestynie z pozostawieniem obowiązków inspekcji sanitarnych w wojsku. Jednak w maju 1941, w ramach weryfikacji zarządzonej przez Naczelnego Wodza, został przeniesiony do tzw. II grupy, w której pozostawał oficerem bez przydziału do końca II wojny światowej. Nieco później został przeniesiony do Stacji Zbornej dla Generałów w Tel Awiwie. Zamieszkał w centrum miasta, przy ul. Dov Hoss 6. Tam prowadził działalność piłsudczykowską wraz z innym byłym premierem Januszem Jędrzejewiczem.
Z powodów zdrowotnych oraz problemów finansowych zwrócił się z prośbą o pożyczkę do generała Władysława Sikorskiego, a po jego odmowie do generała Władysława Andersa. Ponieważ gen. Sikorski odmówił a gen. Anders nie odpowiedział na jego list, o pożyczkę na pokrycie kosztów zabiegu operacyjnego w wysokości 100 dolarów zwrócił się do prezydenta USA Franklina Delano Roosevelta. Prezydent pieniądze mu przesłał, jednocześnie zaznaczając aby pożyczki nie zwracał a jedynie napisał jak przebiegła operacja.
W 1947 Składkowski wyjechał do Wielkiej Brytanii. Na emigracji w Wielkiej Brytanii działał w Lidze Niepodległości Polski i publikował m.in. w londyńskich „Wiadomościach”.
Felicjan Sławoj Składkowski chorował na żółtaczkę. Zmarł 31 sierpnia 1962 w Londynie. W ceremonii pogrzebowej uczestniczył gen. Anders. Został pochowany na cmentarzu Brompton w Londynie. Zwłoki sprowadzono 8 czerwca 1990 na cmentarz Stare Powązki w Warszawie (kwatera 139-6-17).
Jego krewnym był znany reżyser Krzysztof Kieślowski.
Archiwum Felicjana Sławoja Składkowskiego znajduje się w Archiwum Emigracji w Bibliotece Uniwersyteckiej w Toruniu.

## Życie prywatne
Pierwszą żoną Felicjana Sławoja Składkowskiego była Jadwiga Szoll-Składkowska, ciotka reżysera Krzysztofa Kieślowskiego. Pobierając nauki w Paryżu w 1924 roku poznał Germaine Susanne Coillot (zwaną Żerminą). Po piętnastu latach małżeństwa rozstał się z pierwszą żoną i rezygnując z wniesienia sprawy rozwodowej przed sąd konsystorski przeszedł z narzeczoną na kalwinizm, co umożliwiło mu uzyskanie rozwodu w Wilnie, gdzie rozwody kalwinów były dopuszczalne. Drugi związek małżeński zawarł w 1926 roku. Składkowski wraz z drugą żoną wychowywali czwórkę dzieci, troje przysposobionych i córkę Żerminy z pierwszego małżeństwa. Germaine zmarła na nowotwór w 1945 roku w Palestynie. W 1948 r. w Londynie Składkowski zawarł związek małżeński z Jadwigą Marią Mostowicz (1904-2007), siostrą pisarza Tadeusza Dołęgi-Mostowicza. Ślub kościelny miał miejsce w 1957, po śmierci pierwszej żony generała.

## Kontrowersje
Felicjan Sławoj Składkowski jest postacią kontrowersyjną. Przez piłsudczyków postrzegany był jako doskonały administrator, zdolny organizator i osoba poświęcona bez reszty działalności państwowej. Przeciwnicy sanacji podkreślali jego antydemokratyczne poglądy, wprowadzanie ogromnej ilości biurokratycznych przepisów i fanatyczne oddanie Piłsudskiemu. Inne oskarżenia wysuwane przez opozycję demokratyczną przed i po II wojnie światowej:
- oskarżany był o to, że znacznie większą uwagę przykładał do biurokratycznych kwestii prawnych niż do czynności należnych prezesowi Rady Ministrów; według Stanisława Głąbińskiego, Składkowski wsławił się jedynie książką „Strzępy meldunków”, nakazem betonowania klozetów na wsi i malowania płotów[64];
- oskarżany o działalność niezgodną z prawem: nakaz aresztowania polityków opozycji we wrześniu 1930 został wystawiony bez decyzji sądu, na podstawie polecenia ministra spraw wewnętrznych Składkowskiego; dokument wystawiony został bez daty i bez podania powodu aresztowania; było to pogwałcenie prawa; aresztowanych osadzono w więzieniu wojskowym w Brześciu nad Bugiem; było to również działaniem bezprawnym[65];
- podobnie jak reszta ostatniego rządu sanacyjnego, oskarżany o tchórzostwo w trakcie kampanii wrześniowej, a nawet o zdradę; przez swych adwersarzy określany był jako grabarz ojczyzny[66]; 2 stycznia 1940 podczas posiedzenia rządu emigracyjnego, minister pracy i opieki społecznej Jan Stańczyk zgłosił wniosek postawienia przed Trybunałem Stanu członków rządu sanacyjnego sprawującego władzę przed wybuchem II wojny światowej, a marszałka Śmigłego-Rydza przed sądem wojskowym; Składkowskiego chciał pociągnąć do odpowiedzialności za świadome naruszenie konstytucji z 1935 r. poprzez wydanie okólnika o drugiej osobie w państwie, świadome naruszenie przepisów prawnych normujących wolność prasy; systematyczne stosowanie represji względem klasy robotniczej i włościaństwa oraz bezprawne wprowadzenie obozu karnego w Berezie Kartuskiej[51]; rozpatrywanie tego wniosku zostało odroczone i ostatecznie pozostało niezrealizowane[67]; również w 1940 Stanisław Cat-Mackiewicz zaproponował, aby rząd emigracyjny przyjął uchwałę mówiącą o tym, że Składkowski, Beck, Kwiatkowski, Kasprzycki, Śmigły i Stachiewicz źle zasłużyli się Ojczyźnie; on również postulował postawienie wszystkich członków gabinetu Składkowskiego przed Trybunałem Stanu; wniosek ten nie uzyskał poparcia[51]; Cat-Mackiewicz nazywał Składkowskiego wachmistrzem Soroką Komendanta[68], oskarżył także byłego premiera o przywłaszczenie w trakcie kampanii wrześniowej 25 mln zł w złocie Banku Polskiego; zarzuty te nie potwierdziły się[51].

W 1959 w audycji Radia Wolna Europa 74-letni Składkowski odpowiedział na część oskarżeń kierowanych pod jego adresem, wskazując również na brak możliwości innego postępowania swego rządu tak w latach poprzedzających wybuch II wojny światowej, jak i we wrześniu 1939.

## Felicjan Sławoj Składkowski jako patron
25 września 1937 roku Minister Spraw Wojskowych, generał dywizji Tadeusz Kasprzycki nadał 4 Szpitalowi Okręgowemu w Łodzi nazwę „4 Szpital Okręgowy imienia generała dywizji dra Felicjana Sławoja Składkowskiego”. Szpital mieścił się w budynku położonym u zbiegu ulic Żeromskiego i Bandurskiego, który został poświęcony i oddany do użytku w sobotę 18 września 1937 roku. Był to ówcześnie najnowocześniejszy szpital w Polsce. Obecnie mieści się w nim Uniwersytecki Szpital Kliniczny nr 2 im. WAM w Łodzi – Centralny Szpital Weteranów. Generał Sławoj-Składkowski był inicjatorem budowy szpitala. W trakcie uroczystości II wiceminister spraw wojskowych i szef Administracji Armii, generał brygady Aleksander Litwinowicz odsłonił tablicę, na której widniał napis: „IV Szpital okręgowy im. gen. dywizji dr. med. Felicjana Sławoj-Składkowskiego”.

## Ordery i odznaczenia
- Krzyż Srebrny Orderu Wojskowego Virtuti Militari nr 6644 (17 maja 1922)[72][73][74][75]
- Wielka Wstęga Orderu Odrodzenia Polski (11 listopada 1935)[73][74][76][77]
- Krzyż Niepodległości (17 marca 1932)[73][74][78]
- Krzyż Walecznych (czterokrotnie[73], trzykrotnie w 1922)[74][79]
- Złoty Krzyż Zasługi (29 kwietnia 1925)[80][73][74]
- Medal Pamiątkowy za Wojnę 1918–1921[81]
- Złoty Wawrzyn Akademicki (5 listopada 1935)[82]
- Medal Dziesięciolecia Odzyskanej Niepodległości[81]
- Medal za Długoletnią Służbę (1938)[83]
- Krzyż Siedemdziesięciolecia Powstania Styczniowego (1933)[84]
- Złota Odznaka Honorowa Ligi Obrony Powietrznej i Przeciwgazowej I stopnia[85]
- Odznaka „Znak Pancerny”

- Wielki Oficer Orderu Legii Honorowej (Francja)[73][81]
- Oficer Orderu Legii Honorowej (Francja)[73][86]
- Komandor Orderu Orła Białego (Serbia)[87]
- Wielka Wstęga Orderu św. Sawy (Królestwo Jugosławii, 1937)[88]
- Wielka Wstęga Orderu Korony Jugosłowiańskiej (Królestwo Jugosławii, zezwolenie w 1933)[89][81]
- Wielka Wstęga Orderu Portretu Władcy (Persja, 1937)[88][81]
- Wielka Wstęga Orderu Gwiazdy „Neszan Stor” (Królestwo Afganistanu, 1937)[88]

## Wyróżnienia i upamiętnienie
Felicjan Sławoj Składkowski otrzymał tytuły honorowego obywatelstwa Czeladzi i Gąbina, miasta Turku (1930), Nowego Dworu Mazowieckiego (1937), gminy Dzikowiec, Rawy Ruskiej (2 sierpnia 1938), gminy Majdan Królewski (28 września 1938), Sokołowa Małopolskiego oraz gmin Sokołów, Majdan, Cmolas (październik 1938), Przeworska (21 grudnia 1938), Lubaczowa, Jarosławia, Gminy Frysztak, Gminy Szczawne, Rymanowa (14 stycznia 1939), Sanoka (styczeń 1939), Jasła (31 stycznia 1939), gminy Bircza (pocz. 1939), gmin powiatu brzozowskiego (pocz. 1939). 10 grudnia 1938 otrzymał tytuł członka honorowego Związku b. Ochotników Armii Polskiej i odznakę tego stowarzyszenia.
W lipcu 1939 zgłosił akces do Towarzystwa Popierania Budowy Publicznych Szkół Powszechnych i został wtedy członkiem dożywotnim tej organizacji.
W 2006 przed Urzędem Miasta w Turku został odsłonięty pomnik przedstawiający popiersie Felicjana Sławoja Składkowskiego w generalskim mundurze. Na cokole umieszczona jest tablica z napisem:

GENERAŁ DYWIZJI
SŁAWOJ FELICJAN
SKŁADKOWSKI
1885-1962
PREMIER RZĄDU II R.P.
HONOROWY OBYWATEL
I DOBRODZIEJ TURKU
TURKOWIANIE
2006

## Publikacje
Felicjan Sławoj Składkowski był pamiętnikarzem, autorem publikacji zawierających jego wspomnienia z czasów legionowych, okresu współpracy z Piłsudskim oraz sprawowania funkcji ministra spraw wewnętrznych i premiera. Jego twórczość opisywana jest jako barwna i ekshibicjonistycznie szczera, opisująca w najdrobniejszych szczegółach kulisy funkcjonowania obozu sanacyjnego.
Wszystkie jego utwory objęte były w 1951 zapisem cenzury w Polsce, podlegały natychmiastowemu wycofaniu z bibliotek.
Publikacje:
- Moja służba w brygadzie,
- Beniaminów 1917–1918,
- Gdzie widziałem Komendanta nim Polskę wywalczył (Warszawa 1933),
- Strzępy meldunków (Warszawa 1936),
- Kwiatuszki administracyjne i inne (Londyn 1959),
- Nie ostatnie słowo oskarżonego (Londyn 1964).

## Wywód genealogiczny
| Franciszek Składkowski | Franciszek Składkowski |                      |                      | Maria Moczulska | Maria Moczulska |  |  | Stanisław Wójcicki | Stanisław Wójcicki |               |               | Franciszka z Jankowskich | Franciszka z Jankowskich |
|                        |                        |                      |                      |                 |                 |  |  |                    |                    |               |               |                          |                          |
|                        |                        |                      |                      |                 |                 |  |  |                    |                    |               |               |                          |                          |
|                        |                        | Wincenty Składkowski | Wincenty Składkowski |                 |                 |  |  |                    |                    | Anna Wójcicka | Anna Wójcicka |                          |                          |
|                        |                        |                      |                      |                 |                 |  |  |                    |                    |               |               |                          |                          |
|                        |                        |                      |                      |                 |                 |  |  |                    |                    |               |               |                          |                          |
|                        |                        |                      |                      |                 |                 |  |  |                    |                    |               |               |                          |                          |

|  |  |  |  | Felicjan Sławoj Składkowski (1885-1962) |

Źródło: Archiwum Państwowe w Płocku, akta USC, t. 1884, Wyciąg z aktu ślubu nr 28 Wincentego Rafała Składkowskiego i Anny Wójcickiej z 11 czerwca 1884 (30 maja starego stylu).